# Pala (Ribadouro)
Pala é uma aldeia da freguesia de Ancede e Ribadouro, concelho de Baião, com uma área de 0,16 Km2 e 89 habitantes.
Famosa pela qualidade dos seus citrinos em geral e das laranjas em particular.[carece de fontes?]
1. ↑  «Censos 2021». Consultado em 23 de agosto de 2023